# Nicole Aniston
Nicole Aniston (San Diego, 9 settembre 1987) è un'attrice pornografica statunitense.
È stata Penthouse Pet of the Month di agosto 2012 e Penthouse Pet of the Year del 2013.

## Biografia
Nata a San Diego, in California, è cresciuta a Escondido e Temecula, nella contea di Riverside. Ha frequentato la Temecula Valley High School, dove ha conseguito il diploma.
Ha lavorato in una banca nel settore dell'assistenza clienti e come fotoreporter per la fotografa Suze Randall.

## Carriera
Ha iniziato la carriera pornografica nel 2009 partecipando alle riprese del film Facial Cum Catchers 6. Nell'ottobre 2010 ha quindi iniziato a lavorare con lo studio Reality Kings, che ha prodotto All Hunnies, pellicola che contiene la sua prima scena di sesso di gruppo, girata insieme ai pornoattori Rebeca Linares e Vodoo.
Nel 2011, insieme al collega Mike Adriano, ha girato per Bang Bros una scena inserita nella compilation Big Tit Creampie 13,  vincitrice dell'AVN Award della categoria Best Internal Release nel 2013. Nello stesso anno ha partecipato alle riprese del film Hard Bodies, nominato agli AVN Award 2012 (Best Music Soundtrack, Best All-Sex Release) ed agli XBIZ Awards (Gonzo Release of the Year) e annunciato di essersi sottoposta ad un'operazione per aumentare le misure del seno.
Nel 2012 ha posato per Penthouse, venendo quindi scelta come Penthouse Pet of the Month del mese di agosto. Agli XBIZ Awards dello stesso anno ha ottenuto una nomination agli XBIZ Awards nella categoria New Starlet of the Year, mentre Ass Parade 32, pellicola girata nel 2011 che contiene una sua scena di sesso di gruppo con Angel Vain, Buddy Davis e Pauly Harker ha ricevuto una nomination nella categoria All-Sex Release of the Year. Come attrice ha ricevuto nello stesso anno anche una nomination agli AVN Awards come Trophy Girl.
Nel 2013 è stata scelta come Penthouse Pet of the Year ed è stata inoltre nominata nella categoria Most Outrageous Sex Scene agli AVN Awards e nella categoria Female Performer of the Year degli XBIZ Awards. Durante la stessa edizione del premio il film In Bed With Katsuni, che la vede protagonista di una scena di sesso di gruppo con Anissa Kate, Misty Stone, Skin Diamond e Karlo Karrera riceve una nomination nella categoria European Non-Feature Release of the Year; la stessa pellicola era stata nominata agli Erotic Lounge Awards 2012 nella categoria Best Gonzo Movie. Nello stesso anno ha lanciato il suo sito web personale, che contiene servizi in abbonamento che consentono ai fan di visualizzare contenuti esclusivi (foto, gif e video) in alta definizione.
Nel 2016, per la sua popolarità come attrice pornografica e la visibilità ottenuta come modella e influencer, è stata scelta da Fleshlight per sviluppare un sex toy realistico basato su di lei.
Nel 2017 ha girato insieme a Mick Blue Anal on first date, film prodotto da Tushy contenente la sua prima scena di sesso anale. È stata inoltre tra le 10 pornostar protagoniste della seconda stagione della webserie Brazzers House girata in una villa a Miami per 3 giorni consecutivi in cui le star hanno dovuto affrontare una serie di sfide a sfondo sessuale, ricevendo voti da parte dei fans, che potevano decretare anche un vincitore cui assegnare un premio da 20000 $. La Aniston ha quindi preso parte alla finale, girando anche una scena di sesso di gruppo con Abella Danger, Kelsi Monroe, Monique Alexander, Skyla Novea, Charles Dera, Danny Mountain, Isiah Maxwell, J-Mac, Keiran Lee, Ricky Johnson e Xander Corvus, classificandosi come terza nella classifica finale.

### Parodie pornografiche
All'interno della sua attività di attrice ha preso parte a diverse parodie pornografiche. Nel 2011 ha recitato insieme ad Anthony Rosano, Ash Hollywood, Breanne Benson, Chanel Preston, Lexi Belle, Rocco Reed, Tommy Pistol e Xander Corvus in OMG... It's the Flashdance XXX Parody. La pellicola, ispirata al film musicale del 1983 Flashdance diretto da Adrian Lyne, ha ricevuto una nomination agli AVN Awards 2013 nella categoria Best Music Soundtrack.
È poi apparsa nel 2012 in Spartacus MMXII: The Beginning, parodia pornografica incentrata sull'iniziazione della figura di Spartaco ad un mondo di sesso e violenza premiata con l'AVN Award 2013 della categoria Best Parody: Drama. Nello stesso anno ha recitato anche in This Ain't The Smurfs XXX, pellicola che ha ottenuto nomination sia agli AVN Awards che agli XRCO Awards del 2013 della categoria Best 3D Release.
Tra le altre parodie pornografiche celebri cui ha preso parte ci sono poi Exquisite Xena XXX: An Exquisite Films Parody, in cui la Aniston ha interpretato la parte di Afrodite (la pellicola ha ricevuto una nomination ai Sex Awards 2013 nella categoria Adult Parody of the Year ai Sex Awards 2013) e Men In Black: A Hardcore Parody in cui è protagonista di una scena di sesso a tre con Mia Lelani e Brad Armstrong (il film ha ricevuto una nomination nella categoria Most Outrageous Sex Scene agli AVN Awards 2013).
Per Brazzers ha inoltre realizzato partecipato a diverse parodie, che sono state raccolte nelle compilation del 2016 Brazzers Presents: The Parodies 6 (nominata agli AVN Awards 2018 nella categoria Best Parody) e in Brazzers Presents: The Parodies 8, diffusa nel 2017.

## Vita privata
Consumatrice dichiarata di cannabis, conduce uno stile di vita vegano e tiene molto ai diritti degli animali.

## Riconoscimenti
- AVN Awards

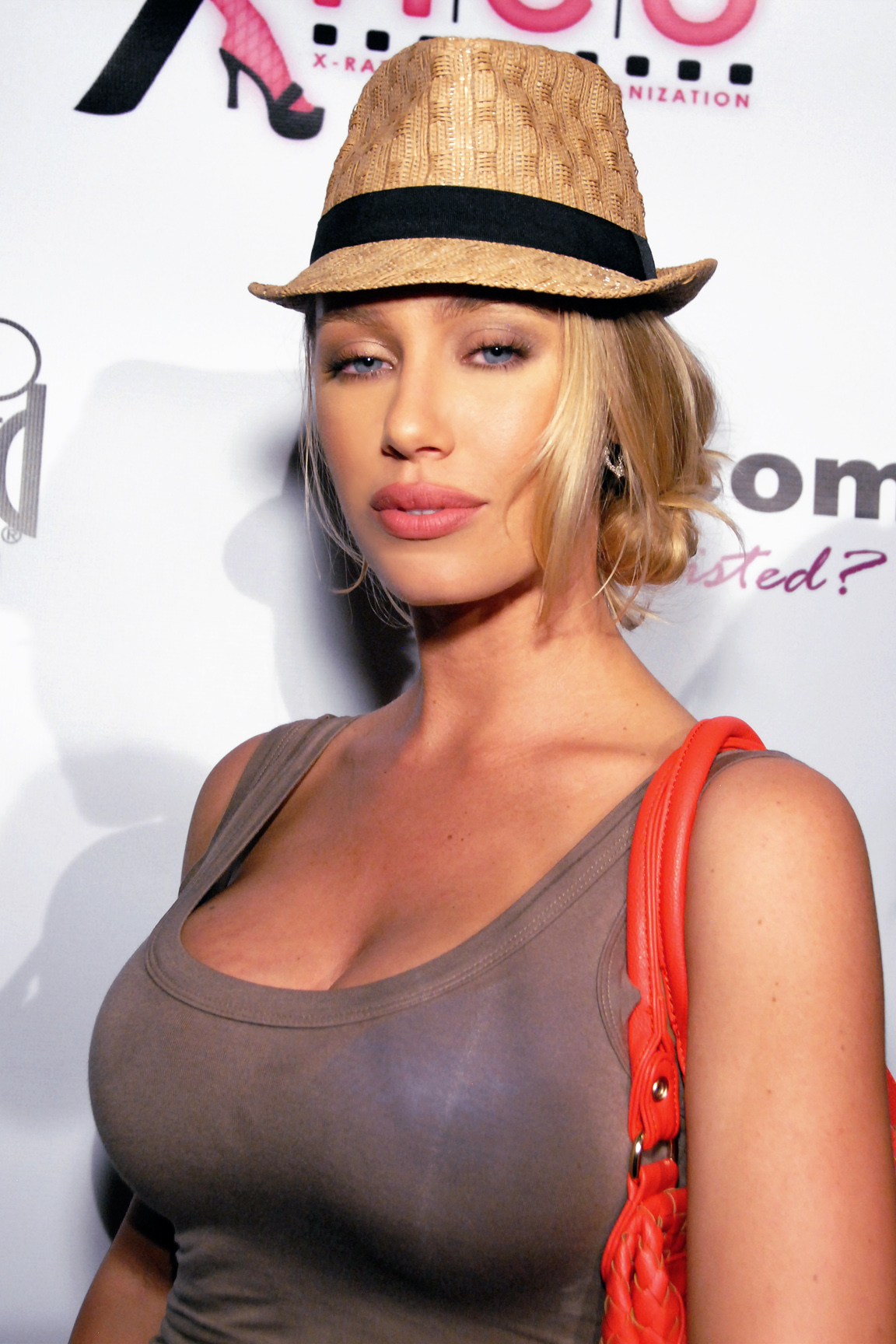
Nicole Aniston agli XRCO Awards 2012

  - 2013 – Candidatura per Most Outrageous Sex Scene per Men in Black: A Hardcore Parody con Mia Lelani e Brad Armstrong
  - 2015 – Candidatura per Best Boobs (Fan Award)
  - 2017 – Candidatura per Best All-Girl Group Sex Scene per Tasty Treats con Madison Ivy e Mia Malkova

XBIZ Awards
- 2012 – Candidatura per New Starlet of the Year
- 2013 – Candidatura per Female Performer of the Year[31]
- 2014 – Candidatura per Best Scene – All-Girl per Girls Who Love Girls 1 con Kiara Dane
- 2015 – Candidatura per Best Scene – Vignette Release per Tonight's Girlfriend 24 con Levi Cash
- 2016 – Candidatura per Best Scene – Vignette Release per 2 Chicks Same Time 20 con Chad White e Kendra Lust
- 2017 – Candidatura per Best Scene – Vignette Release per Tonight's Girlfriend 55 con Chad White
- 2018 – Candidatura per Best Sex Scene – Comedy Release per Viking Girls Gone Horny con Chad White
- 2019 – Candidatura per Best Sex Scene – Vignette Release per Pussy Is The Best Medicine 2 con Kendra Lust e Xander Corvus
- 2020 – Candidatura per Best Sex Scene – Vignette Release per Icons 2 con Johnny Sins
- 2025 - Best Sex Scene - Virtual Reality per Palm Royale con Blake Blossom, Romi Rain e Ryan Driller[32]
- NightMoves Awards
  - 2015 – Candidatura per Best Adult Film Star Feature Dancer (Fan Award)[33]
- Pornhub Awards
  - 2018 – Candidatura per Most Popular Female Pornostars[34]
  - 2019 – Candidatura per Most Popular Female Pornostars[35]
  - 2019 – Candidatura per Most Popular Female Pornstar By Women[35]
  - 2020 – Candidatura per Most Popular Female Performer[36]
  - 2020 – Candidatura per Most Popular Female Pornstar By Women[36]
  - 2020 – Candidatura per Blowjob Queen: Top Blowjob Performer[36]
- Sex Awards
  - 2013 – Candidatura per Porn Star of the Year
  - 2013 – Candidatura per Porn's Best Body
  - 2013 – Candidatura per Sexiest Adult Star
- Spank Bank Awards
  - 2019 – Candidatura per Best Body Built For Sin[37]
  - 2019 – Candidatura per Breathtaking Blonde of the Year[37]
  - 2019 – Candidatura per Prettiest 'Whore Mouth'[37]
  - 2020 – Candidatura per Horny Housewife of the Year[38]
  - 2020 – Candidatura per Master of Missionary[38]

## Filmografia
- A cam life (2018), documentario, sé stessa;
- Reboot Camp (2020), in post-produzione, Nicole;

### Televisione
- 29th AVN Awards Show (2012), première televisiva, sé stessa/ospite;
- 31st AVN Awards Show (2014), première televisiva, sé stessa;
- 32nd AVN Awards Show (2015), première televisiva, sé stessa/ospite;
- Holly Randall Unfiltered (2017-2019), serie televisiva, sé stessa, apparizione in 2 episodi.

### Filmografia pornografica parziale
- Facial Cum Catchers 6 (2009)
- All Hunnies (2010)
- Casting Couch POV's 3 (2010)
- Cum Catcher (2010)
- Glamour Solos 1 (2010)
- Midnight Slut Express (2010)
- My Sister's Hot Friend 11954 (2010)
- Official Californication Parody (2010)
- 2 Chicks Same Time 13515 (2011)
- America's Favorite Commercials Gone Porn (2012)
- Ass Bananza (2012)
- Ass Bananza W/nicole Aniston And Poison Ivy (2012)
- Ass Masterpiece 12957 (2012)
- Ass Masterpiece 8 (2012)
- Ass Parade 32 (2012)
- Assets 1 (2012)
- Attack of the Three Blondes (2012)
- Bad Teachers Uncovered (2012)
- Badass School Girls 5 (2012)
- Bang Bus 35 (2012)
- Barely Legal 115 (2012)
- Beyond The Call Of Booty 4 (2012)
- Big Ass Blondes With Blue Eyes (2012)
- Big Ass Blondes With Blue Eyes Feat. Angel Vain, Nicole Aniston (2012)
- Big Tit Cream Pie 13 (2012)
- Boffing the Babysitter 8 (2012)
- Brazzers Live 17: Poolside Pounding (2012)
- Buying Makes Me Horny (2012)
- Can He Score 8 (2012)
- Career Day Lay (2012)
- CFNM Secret 6 (2012)
- Cougars, Kittens And Cock 1 (2012)
- Facial Cum Catchers 15 (2012)
- Fish Fucker (2012)
- Fore Play (2012)
- Fresh Meat 29 (2012)
- Hard Bodies (2012)
- Hard N Firm (2012)
- Hard Work (2012)
- Hot Teen Next Door 3 (2012)
- Massage Parlor Mayhem (2012)
- Massage School Girls 2 (2012)
- Massaged, Oiled And Fucked (2012)
- Monster Curves 15 (2012)
- Muff Madness (2012)
- My Dad's Hot Girlfriend 13633 (2012)
- My Personal Masseuse (2012)
- My Sister's Hot Friend 12823 (2012)
- Naughty Bookworms 12178 (2012)
- Naughty Bookworms 23 (2012)
- Naughty Rich Girls 12261 (2012)
- Naughty Rich Girls 6 (2012)
- New Girl in Town 2 (2012)
- Nicole Aniston And The Lucky Fan (2012)
- North Pole 87 (2012)
- Official Bad Teacher Parody (2012)
- OMG... It's the Flashdance XXX Parody (2012)
- One-Eyed, One-Boned, Fucking Purple Pussy Spreader (2012)
- Oral Overload 1 (2012)
- Paste My Face 19 (2012)
- Pervs on Patrol 5 (2012)
- Playing For Pink (2012)
- Pound the Round POV 8 (2012)
- Real Slut Party 3 (2012)
- Real Slut Party 5 (2012)
- Revenge Cuckold (2012)
- Secretary's Day 5 (2012)
- Seduced By A Real Lesbian 10 (2012)
- Sleazy Riders (2012)
- SOS: Sex on the Streets (2012)
- Spandex Loads 2 (2012)
- Squirtamania 19 (2012)
- Stroke Suck and Tease 13 (2012)
- Student Bodies (2012)
- Swinging (2012)
- This Ain't Fox News XXX (2012)
- Titterific 12 (2012)
- Titterific 15 (2012)
- Va Va Voom (2012)
- Voyeur Nation: Caught on Camera (2012)
- Wheel of Debauchery 5 (2012)
- Wild Girls (2011)
- 2 Chicks Same Time 10 (2012)
- 2 Chicks Same Time 12 (2012)
- 2 Chicks Same Time 14765 (2012)
- Ass Parade 38 (2012)
- Baby Got Boobs 8 (2012)
- Beyond The Call Of Booty 5 (2012)
- BFFs (2012)
- Big Game (2012)
- Big Tits in Sports 11 (2012)
- Blindfold, The Babe and The Big Dick (2012)
- Blowjob Winner 13 (2012)
- Brett and Nicole as Never Before (2012)
- College Spunkfest (2012)
- Creampie (2012)
- Dirty Birds (2012)
- Dirty Creampies 1 (2012)
- Facial Cum Catchers 21 (2012)
- Femdom Ass Worship 15 (2012)
- Fluffers 12 (2012)
- Fuck a Fan 17 (2012)
- Fuck Em Slutty 2 (2012)
- Fuck me, Chance Callahan (2012)
- Fuck Team 5 18 (2012)
- Girls of Bang Bros 12: Nicole Aniston (2012)
- Hot Bush 7 (2012)
- House Call Nurses (2012)
- Ideal Companion (2012)
- In Bed With Katsuni (2012)
- In the VIP 10 (2012)
- In the VIP 12 (2012)
- In the VIP 13 (2012)
- In-Tit-Pendence Day (2012)
- It Began With Yoga (2012)
- It's Her Fantasy (2012)
- Job Swap (2012)
- Just Tease 3 (2012)
- Leave My Panties On 1 (2012)
- Leisure Suit Ralphy XXX: A Hardcore Game Parody (2012)
- Lesbian Girl on Girl 15431 (2012)
- Let's Work It Out (2012)
- Mean Bitches POV 5 (2012)
- Men in Black: A Hardcore Parody (2012)
- Mile High Madness: Social Media Porn Star Pairing Contest (2012)
- My Dad's Hot Girlfriend 10 (2012)
- My Girlfriend's Busty Friend 1 (2012)
- My Girlfriend's Busty Friend 14331 (2012)
- My Sister's Hot Friend 14557 (2012)
- Neighbor Affair 13783 (2012)
- Nicole Aniston (2012)
- Nicole Aniston J/O Encouragement 3 (2012)
- Nighttime Romance (2012)
- Numbers Game (2012)
- Office 4-Play: Christmas Edition (2012)
- Our Secret Place (2012)
- Perfect Fucking Strangers: Nicole Aniston (2012)
- Perfect Partner (2012)
- Poolside Story (2012)
- POV Cuckold 21 (2012)
- Sasha Grey and Friends (2012)
- Secret Gentleman's Club (2012)
- Sexpionage (2012)
- She's Down to Fuck 1 (2012)
- Single White Female (2012)
- Spartacus MMXII: The Beginning (2012)
- Spin Class Ass (2012)
- Squirtamania 22 (2012)
- Squirtamania 24 (2012)
- Squirtamania 27 (2012)
- Suck It Dry 10 (2012)
- Summer Lovin' (2012)
- Super Secret Sex (2012)
- Sweet and Natural (2012)
- Teens Like It Big 11 (2012)
- This Ain't the Smurfs XXX (2012)
- This Butt's 4 U 8 (2012)
- Thor XXX: An Extreme Comixxx Parody (2012)
- Tomb Raider XXX (2012)
- Top Supersluts of the Web (2012)
- Totally Stacked 4 (2012)
- Tug Jobs 27 (2012)
- We Live Together.com 23 (2012)
- Welcome Beautiful Big Tits Nicole Aniston (2012)
- Wheel of Debauchery 11 (2012)
- Wheel of Debauchery 7 (2012)
- Women Seeking Women 86 (2012)
- Xena XXX: An Exquisite Films Parody (2012)
- Baby Got Boobs 13 (2013)
- Barely Legal POV 13 (2013)
- Best Birthday Ever (2013)
- Best Of Cuckold Fantasies POV 7 (2013)
- Big Tits at Work 18 (2013)
- Big Tits in Uniform 10 (2013)
- Big Titty Committee 3 (2013)
- Cheating Wives Caught 7 (2013)
- Dirty Creampies 3 (2013)
- Diving Into Nicole (2013)
- Fuck A Cop 2: Everybody's Fucking Innocent (2013)
- Garden Fantasy (2013)
- Girls Who Love Girls 1 (2013)
- Glamour Solos 3 (2013)
- Krazy Fuckerz 2: Confidence (2013)
- Lesbian Confessions (2013)
- Lesbian Girl on Girl 1 (2013)
- Lesbian Takeover (2013)
- Lesbian Takeover 3: Scrutiny (2013)
- My Ex Girlfriend 11 (2013)
- Naughty America 16213 (2013)
- Neighbor Affair 18 (2013)
- Passionate Lovers (2013)
- Petites And Their Meat (2013)
- Phat Ass White Girls 1: P.A.W.G. (2013)
- Pornstars Like It Big 16 (2013)
- Real Wife Stories 16 (2013)
- She's Been Spotted (2013)
- Sliding Into Home (2013)
- Stacked Hardbodies (2013)
- Teen Massage Club (2013)
- Thor XXX: An Axel Braun Parody (2013)
- Tonight's Girlfriend 14 (2013)
- Tonight's Girlfriend 19 (2013)
- Troublemakers (2013)
- Very Brazzers Christmas (2013)
- Young Booty (2013)
- American Daydreams 19067 (2014)
- Blonde Beauties (2014)
- Bush Is Back 3 (2014)
- Could I Join You Two (2014)
- Covered in Load (2014)
- Dirty Wives Club 1 (2014)
- Dirty Wives Club 17593 (2014)
- Dirty Wives Club 17941 (2014)
- Dirty Wives Club 3 (2014)
- Don't Forget the Cream (2014)
- Extramarital Affair (2014)
- Feminine Touch (2014)
- Fill Me With Your Orgasm 2 (2014)
- Girls Playground (2014)
- Hot Lesbian Love 2 (2014)
- Hot Lesbian Love 3 (2014)
- Hot Lesbian Love 5 (2014)
- Hunted: City of Angels (2014)
- Kissing The Maid (2014)
- Lesbian Touch 3 (2014)
- Load Rangers (2014)
- Lusty Young Lesbians 3 (2014)
- Mike Adriano's Best Scenes (2014)
- My Dad's Hot Girlfriend 18333 (2014)
- My Friend's Hot Girl 18829 (2014)
- My Sister's Hot Friend 37 (2014)
- Naughty Office 18787 (2014)
- Naughty Weddings 18589 (2014)
- Naughty Weddings 18663 (2014)
- Neighbor Affair 18381 (2014)
- Neighbor Affair 18885 (2014)
- Nicole Aniston J/O Encouragement 4 (2014)
- Sweet And Tasty (2014)
- Tonight's Girlfriend 24 (2014)
- Tug Jobs 38 (2014)
- Warming Up (II) (2014)
- Wicked Live Uncut and Uncensored 2 (2014)
- Wives on Vacation 19001 (2014)
- Your Lips My Ass (2014)
- 2 Chicks Same Time 19 (2015)
- 2 Chicks Same Time 20 (2015)
- All Girls All the Time (2015)
- American Daydreams 15 (2015)
- American Daydreams 16 (2015)
- Back In Big Cock Action (2015)
- Bad Girls Havin a Good Time (2015)
- Beached Babe (2015)
- Before They Were Stars 4 (2015)
- Bound and Determined 2 (2015)
- Creamy In The Middle 4 (2015)
- Fill Me With Your Orgasm 4 (2015)
- First Class Tits (2015)
- Glamour Solos 4 (2015)
- Housewife 1 on 1 19261 (2015)
- Housewife 1 on 1 38 (2015)
- Lovephoria: The Laws of Attraction (2015)
- My Dad's Hot Girlfriend 26 (2015)
- My Dad's Hot Girlfriend 29 (2015)
- My Naughty Massage 5 (2015)
- Naughty Office 19943 (2015)
- Naughty Rich Girls 13 (2015)
- Nicole (2015)
- Nicole Aniston Returns (2015)
- Our Holiday Three Way (2015)
- Poolside Pin-ups (2015)
- Stacked Asses (2015)
- We Live Together.com 42 (2015)
- Ass Parade 58 (2016)
- Bad Nicole (2016)
- Big Wet Tits 15 (2016)
- Brazzers Presents: The Parodies 6 (2016)
- Damsels in Denim (2016)
- Desperate for Cock 2 (2016)
- Desperate For Pussy 1 (2016)
- Dirty Wives Club 9 (2016)
- Discreet Housewives (2016)
- Doc, We're Stuck (2016)
- Fuck Me Silly (2016)
- Fuckin' Insatiable 2 (2016)
- Game Night Shenanigans (2016)
- Girls Love Boobs 2 (2016)
- Gym And Juice (2016)
- Hard Body (2016)
- Home Movie Of Nicole Aniston Getting Fucked In The Shower (2016)
- Hot Bodies 2 (2016)
- Hotwifing Creampie (2016)
- How To Fight Loneliness (2016)
- Last Dick On Earth (2016)
- My Dad's Hot Girlfriend 21277 (2016)
- My First Sex Teacher 21303 (2016)
- My Friend's Hot Girl 20 (2016)
- My Girlfriend's Busty Friend 18 (2016)
- My Wicked Tongue (2016)
- Naughty America 21369 (2016)
- Naughty Rich Girls 14 (2016)
- Neighbor Affair 30 (2016)
- Neighbor Affair 32 (2016)
- Nicole Aniston Bent Over and Plowed (2016)
- Oh No You Don't (2016)
- One Last Shot (2016)
- Perfect Maid - Episode 2 (2016)
- Play with My Pussy (2016)
- Pornstar Vote 2 (2016)
- Pornstar Workout (II) (2016)
- Pussy Delight (2016)
- Pussy Loving (2016)
- Seducing The Pool Guy (2016)
- Stranger (2016)
- Tasty Treats (2016)
- Team Player (2016)
- Tonight's Girlfriend 21383 (2016)
- Tonight's Girlfriend 55 (2016)
- Trapped And Fucked (2016)
- Union Nutbuster (2016)
- Wet Lips (2016)
- XXX-Men: Shagging the Shapeshifter (XXX Parody) (2016)
- Anal On The First Date (2017)
- Bath Time with Nicole (2017)
- Big Tit Blondies (2017)
- Big Tits (2017)
- Blonde Ambitions (2017)
- Blondie Wants The Cream (2017)
- Brazzers House 2 Finale (2017)
- Brazzers House 2: Day 1 (2017)
- Brazzers House 2: Day 2 (2017)
- Brazzers House 2: Day 3 (2017)
- Brazzers House 2: Unseen Moments (2017)
- Busty Sluts Take It Raw (2017)
- Can't Hardly Wait (2017)
- Chads 500th Scene (2017)
- Cop Fantasy (2017)
- Creampie During A Hard Work Out (2017)
- Dicked Down (2017)
- Erotic Massage (II) (2017)
- Fucking Neighbors (2017)
- Fucking Pornstars (2017)
- Girth In Her Shell: A XXX Parody (2017)
- Gorgeous Women: Up-close and Personal 1 (2017)
- Gym And Juice (2017)
- Hot Box Lovers 3 (2017)
- Hot For Hard Cock 2 (2017)
- I Love Big Tits (2017)
- I Love Big Tits 2 (2017)
- I Only Want Sex (2017)
- Interracial Icon 5 (2017)
- Jayden Cole and Her Girlfriends (2017)
- JeshByJesh: Nicole Aniston (2017)
- JeshByJesh: Nicole Aniston (II) (2017)
- JeshByJesh: Nicole Aniston, Amia Miley (2017)
- Lust Filled Lesbians 2 (2017)
- Make Up (2017)
- Melts in Her Mouth (2017)
- My Dad's Hot Girlfriend 34 (2017)
- My First Sex Teacher 52 (2017)
- My First Sex Teacher 53 (2017)
- My First Sex Teacher 55 (2017)
- Naughty America 23349 (2017)
- Naughty Office 22183 (2017)
- Neighbor Affair 36 (2017)
- Nicole Shoots With A Hot Stud While Playing on Social Media (2017)
- Nicole's Work Is Never Done (2017)
- Orgy Overload (2017)
- Playing With Pussy 3 (2017)
- Pussy Delight 2 (2017)
- Stacked Blonde Sluts 2 (2017)
- There's A Pornstar In My House (2017)
- There's Never Enough Nurses (2017)
- Tonight's Girlfriend 22425 (2017)
- Tonight's Girlfriend 63 (2017)
- True Lesbian Lovers 4 (2017)
- Viking Girls Gone Horny (2017)
- Wet Lips 2 (2017)
- Work Hard, Play Hard (2017)
- World of Bangbros: Blowjobs 3 (2017)
- Yoga Freaks 7 (2017)
- Anal Beauty 8 (2018)
- Black and White 11 (2018)
- Blonde Babes Get It Done (2018)
- Blondes For Bondage 1 (2018)
- Club VXN 2 (2018)
- Female of the Species (2018)
- Fix Your Fucking Marriage (2018)
- Getting Off On The Job (2018)
- Happy Anniversary, Darling (2018)
- Hot For Hard Cock 3 (2018)
- Hotel sex with Derrick Pierce (2018)
- Housewife 1 on 1 23897 (2018)
- I Only Want Sex 4 (2018)
- Jesh By Jesh: Nicole Aniston 2 (2018)
- Jesh by Jesh: Nicole Aniston 3 (2018)
- Lined Up And Laid Out (2018)
- Naughty America 23891 (2018)
- Naughty America 23927 (2018)
- Naughty America 24143 (2018)
- Nicole Aniston's Present (2018)
- Porn Logic 2 (2018)
- Pussy Delight 3 (2018)
- Showcases: Brandi Love - 2 Scenes in 1 (2018)
- SPA Day (II) (2018)
- Undercover Pleasure 1: The Prototype (2018)
- Undercover Pleasure 2: The Deal (2018)
- Black and White 15 (2019)
- Brazzibots: Uprising 2 (2019)
- Collector (2019)
- Diabolique 1 (2019)
- Do You Like My Titties 2 (2019)
- Easter Treat Yourself (2019)
- Hot and Horny Homewreckers (2019)
- Icons 2 (2019)
- Interracial Threesomes 8 (2019)
- Nicole Aniston Fucks Her Son's Coach (2019)
- Nicole Aniston Rammed by BBC (2019)
- Nicole's Oasis (2019)
- Nutting In His Not Quite Aunt (2019)
- Sordid Stories (2019)
- Truth And Dare (2019)
- Best Of Brazzers: Porn Watches Back (2020)
- Best Of Brazzers: Titty Tuesday 2 (2020)
- Best Of Brazzers: Working Out (2020)
- Fleshlight Fun (2020)
- Last Dick On Earth: Remastered (2020)
- Nicole's Bent Over Backwards (2020)
- Pornstar Therapy 6 (2020)
- Tangerine Dream (2020)
- Blonde On Top (2021)
- Dirty Masseur 21 (2021)
- Forbidden Family Affairs 17 (2021)
- Mommy's Personal Trainer 3 (2021)
- Overworked Titties 12 (2021)
- Slutty Wife Happy Life 7 (2021)
- Slutty Wife Happy Life 9 (2021)
- When Girls Play 15 (2021)
- When Girls Play 23 (2021)